# Аншу-Мару
Аншу-Мару — корабель, який під час Другої світової війни брало участь у операціях японських збройних сил. 
Судно спорудили як вантажне в 1937 році на верфі Uraga Dock для компанії Chosen Yusen.
В листопаді 1941-го «Аншу-Мару» реквізували для потреб Імперського флоту Японії та до кінця грудня переобладнали у канонерський човен. 7 січня 1942-го корабель прибув до місця служби у військово-морському окрузі Чінкай (Корея), де мав нести патрульну та ескортну службу в Цусімській протоці. Втім, вже на початку лютого «Аншу-Мару» перевели до військов-морського округу Йокосука і з початку березня корабель ніс патрульну та ескортну службу біля східного узбережжя Японського архіпелагу.
12 травня 1942-го з «Аншо-Мару» помітили торпедну атаку, яка виявилась безрезультатною – так само як і контратака глибинними бомбами. Ще одну безрезультатну атаку по ймовірній субмарині «Аншу-Мару» провів 28 лютого 1943-го.
Наприкінці травня 1943-го корабель прослідував на Курильскі острови, де діяв до кінця липня із базуванням на Парамушир та Шумшу, після чого повернувся до роботи в районі Токійської затоки.
Наприкінці грудня 1943-го «Аншу-Мару» перекласифікували у військовий транспорт. В лютому судно прослідувало через Окінаву до Такао (наразі Гаосюн на Тайвані), а 11 – 14 березня 1944-го пройшло до Маніли в конвої TAMA-10. 20 березня – 3 квітня в конвої H-22 судно здійснило перехід до Кау на острові Хальмахера (Молуккські острови на північному сході Нідерландської Ост-Індії).
11 – 23 квітня 1944-го «Аншу-Мару» у складі конвою здійснило круговий рейс на Нову Гвінею до Манокварі (північнj-східне узбережжя півострова Чендравасіх), під час якого відділилось та 14 – 15 квітня відвідало розташований за дві сотні кілометрів далі на схід острів Біак. 27 квітня – 7 травня судно ще раз пройшло в конвої по тому ж маршруту.
28 травня 1944-го «Аншу-Мару» вийшло в рейс до Борнео і 29 травня перебувало біля острова Кабаруанг (у північній частині Молуккського моря, за дві сотні кілометрів на північний захід від острова Хальмахера). Тут воно було торпедоване американським підводним човном USS Rasher, отримало важкі пошкодження та протягом доби затонуло без втрат серед екіпажу.